# Falco subniger
Falco subniger е вид птица от семейство Соколови (Falconidae).

## Разпространение
Видът е разпространен в Австралия.